# Хазараспский район
Хазараспский район (узб. Xazorasp tumani / Хазорасп тумани) — административная единица в Хорезмской области Узбекистана. Административный центр — городской посёлок Хазарасп.
Площадь района — 130 км². Население — 196 900 человек в 2021.
Озёра: Сардоба и др.

## История
Исторически название Хазарасп происходит от персидского, что в переводе означает - "Земля тысячи лошадей"  (Хазор - тысячи, Асп - лощадь). В центре района находится историческая крепость "Дев-Кала". Хазараспский район был образован в 1920-е годы. В 1938 году вошёл в состав Хорезмской области. 4 марта 1959 года к Хазараспскому району была присоединена часть территории упразднённого Багатского района

## Административно-территориальное деление
По состоянию на 1 января 2011 года, в состав района входят:
- 4 городских посёлка:

1. Хазарасп (центр),
2. Аёк-Авва,
3. Ак Ёп,
4. Янги Мангит.

- 11 сельских сходов граждан:

1. Авшар,
2. Бешта,
3. Бустан,
4. Карвак,
5. Мухаман,
6. Пичакчи,
7. Саноат,
8. Янгибазар.